# Mladá Vožice
Mladá Vožice (německy Jung Woschitz) je město v okrese Tábor v Jihočeském kraji. Leží zhruba sedmnáct kilometrů severovýchodně od Tábora. Městem protéká Novoveský potok a řeka Blanice. Žije zde přibližně 2 700 obyvatel.
V Mladé Vožici je sídlo římskokatolické farnosti Mladá Vožice.

## Historie
Svým okolím, horskou polohou a zejména i svým „Hradem“, návrším, na němž v dobách dřívějších stával skutečný hrad jako sídlo královského statku. Město vzniklo jako podhradí na svahu návrší a na počátku vlády Karla IV. se připomíná jako městečko se dvěma kostely. Bývalo potom se svým hradem zápisně v držení různých rodů, z nichž mu jeden, vladykové z Pacova, opatřil znak.
Asi již od té doby užívalo město na svých pečetích znamení, kterého se později užívalo jako znaku, totiž věže na hradbách, provázené dvěma znaky vrchností. Podoba znaku je doložena pečetěmi, barvy však známe jen z literatury a novodobého znázornění (na solnici). Podle pečeti věž nestojí na trávníku, nýbrž na skalnaté půdě a nemá korouhvičky ani zuby, jak se jí někdy přidávají v nové době.
Ne zcela jasný vztah k Mladé Vožici má Stanimír z Vožice (Ztanimirum de Bazychce), připomínaný roku 1273, který je některými badateli dle svého predikátu (šlechtického titulu) považován snad za nejstaršího možného držitele tohoto města.
S velkou pravděpodobností lze soudit, že vožické zboží patřilo královské komoře, ale bylo dáváno v zástavu nebo propůjčováno různým pánům za prokázané služby králi. Zachovalé písemné památky dokládají, že prvním z takových pánů byl Vilém z Vožice, který držel vožické zboží od roku 1318. Od tohoto roku se objevují písemné zprávy o držitelích vožického panství. Král Karel IV. držel Vožici pro svou potřebu a jednou byl se svým dvorem na zdejším hradě (8. září 1352). Od roku 1318 do roku 1425 se v držení Vožice vystřídaly tyto rody: páni z Landštejna, páni z Janovic, Hulerové z Orlíka a páni z Ronova.
V březnu po bitvě u Sudoměře Vožici obsadilo pod vedením Mikše Divůčka z Jemniště asi dva tisíce jezdců. Z 5. na 6. dubna 1420 ráno na Velký pátek vpadl Jan Žižka, tiše pobořiv plaňky, kterými byla Vožice obehnána, do městečka a zapálil ho. Mnoho železných pánů pobil nebo zajal a zachránili se jen ti, kteří utekli na hrad. Ukořistil několik tisíc koní, jimiž posílil svoje vojsko. Staré letopisy říkají: „A tu hned sobě jazdcouv naděla, a kterého podobného pacholka viděl, na toho oděnie dada a kuoň pode/ň, i vycvičil jeho k jiezdě a k boji“.
V září roku 1425 dobýval Jan Hvězda z Vícemilic vožický hrad pět týdnů. Hrad byl dobyt a rozbořen do základů. Vůdce Táborů byl smrtelně raněn, ale ještě se dočkal vzdání hradu a jednání mezi Tábory a Sirotky na jedné a Pražany i jednotou na straně druhé, ve věci míru dne 18. října 1425 (tzv. Vožický mír – podle nejnovějších výsledků historického bádání však byl zjednán ve Vršovicích, jedná se tedy o Vršovický mír). Hrad byl pobořen a zboží Vožické připojeno k Vlašimi.

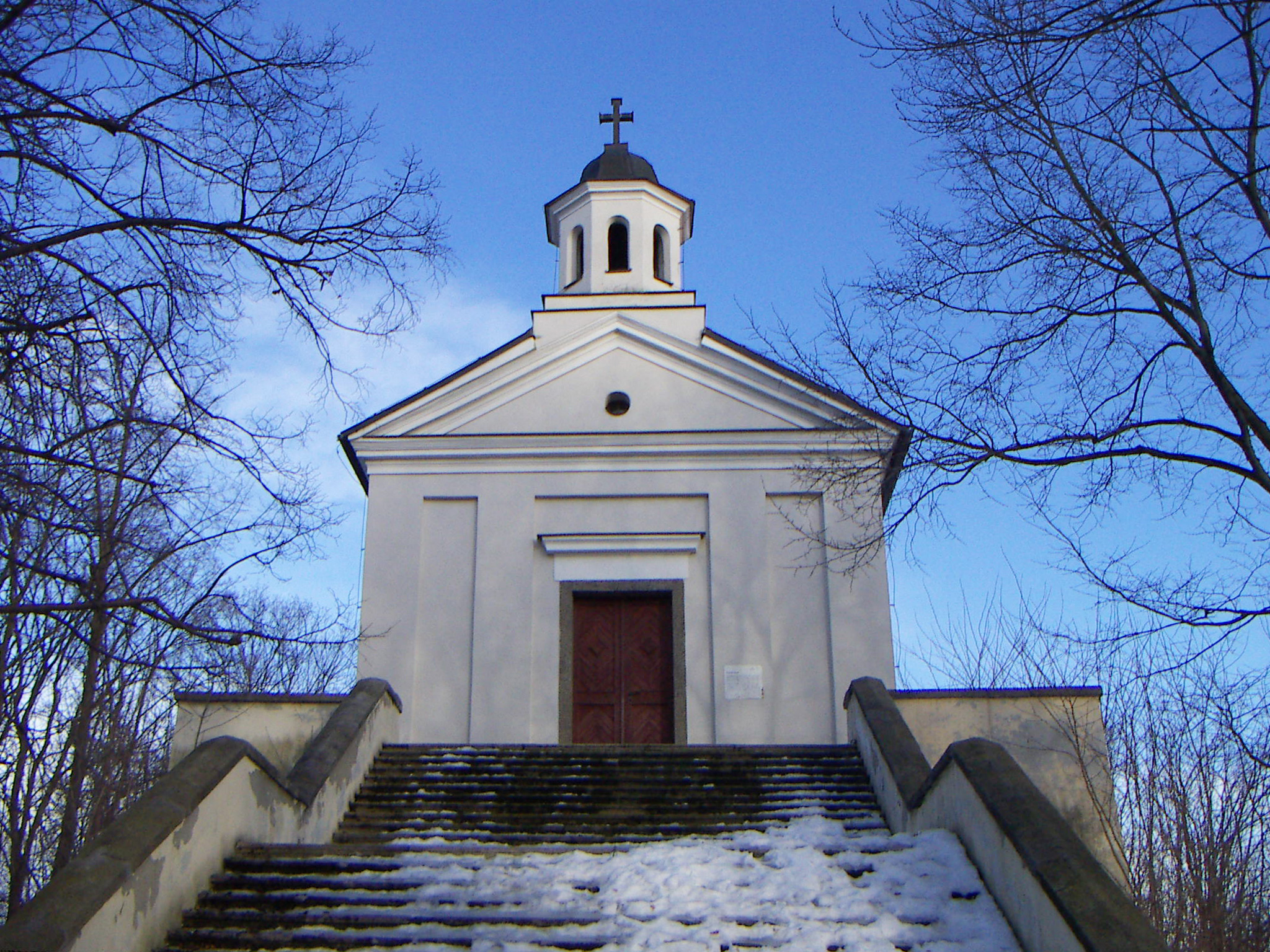
Kostel stojící na místě bývalého hradu

V této době měli Mladou Vožici v držení páni z Klinštejna, z Čestic, z Kralovic, Trčkové z Lípy a Voračičtí z Paběnic. Roku 1579 získal Mladou Vožici Michal Špaňovský z Lisova, který povolil Vožickým výsadu volního stěhování, šenk vína, obchod železem, právo volně nakládati s odumřelým statkem a také místní cechy obdařil výsadami. Jeho syn Jáchym prodal Mladou Vožici Bernartu Fünfkirchenovi, který po bitvě na Bílé hoře propadl své statky. Nějaký čas tu vládl císařský generál Baltazar de Marradas, jenž se staral o obnovení katolické víry a o pořádek v městských knihách. Za jeho nástupců Přehořovských z Kvasejovic byla vystavěna (1646) z hradních trosek kaple na návrší „Hradu“, vystaveny tři trhy (1650) a obnoveny řemeslnické pořádky.
Roku 1678 přešlo panství do rukou Küenburgů, kteří k němu připojili četné drobné statky v okolí a zřídili z nich „svěřenské“ panství (fideikomisní, pozn. fideikomis – ve feudálním právu nedělitelný a nezcizitelný majetkový soubor, obvykle zděditelný pouze nejstarším synem zůstavitele).

### Spolkové hnutí
Daleko před rokem 1848 až do let šedesátých 19. století vládla v majetných kruzích jen němčina. Česky mluvil jen prostý lid, a ten se staral především o zajištění bídného živobytí. Strach před panskou a státní mocí zavíral ústa i těch, kteří občas sahali po české knize a v duchu zalétali do slavných dob českého národa. Skromné známky kulturního života možno zaznamenat v Mladé Vožici již koncem 18. a začátkem 19. století. Svítání však zastihlo Vožici až po roce 1848, který znamenal přelom v českém národním vývoji. Po roce 1860 přinesli oživení učitelé a úředníci, kteří do Mladé Vožici přišli po zvětšení místní školy a po zřízení okresního úřadu, jakož i berního úřadu a finanční důchodkové kontroly. Také z místních občanských kruhů dospívali studenti, kteří přinesli ze škol a velkých měst do zaostávající Mladé Vožice ideály nového národního života.
V roce 1862 zde byl ustaven zpěvácký spolek Vlastislav za vedení vlasteneckého učitele Čeňka Sedmíka. V té době působil ve Vožici i Čtenářský spolek, který později zanikl.
Je zřejmé, že národní a kulturní podněty vyšly hlavně z kruhů přistěhovalecké inteligence. V ochotnickém spolku založeném roku 1865 působili lidé prošlí školami a mezi nimi opět přistěhovalci. Z místních občanských kruhů tam byli muži, kteří před trvalým zakotvením v Mladé Vožici poznali jiný svět a měli smysl pro vlastenecké dění. Národní a kulturní život v Mladé Vožici má tedy co děkovat v prvé řadě ochotnickému spolku, který první prorazil tu zeď netečnosti a lhostejnosti.

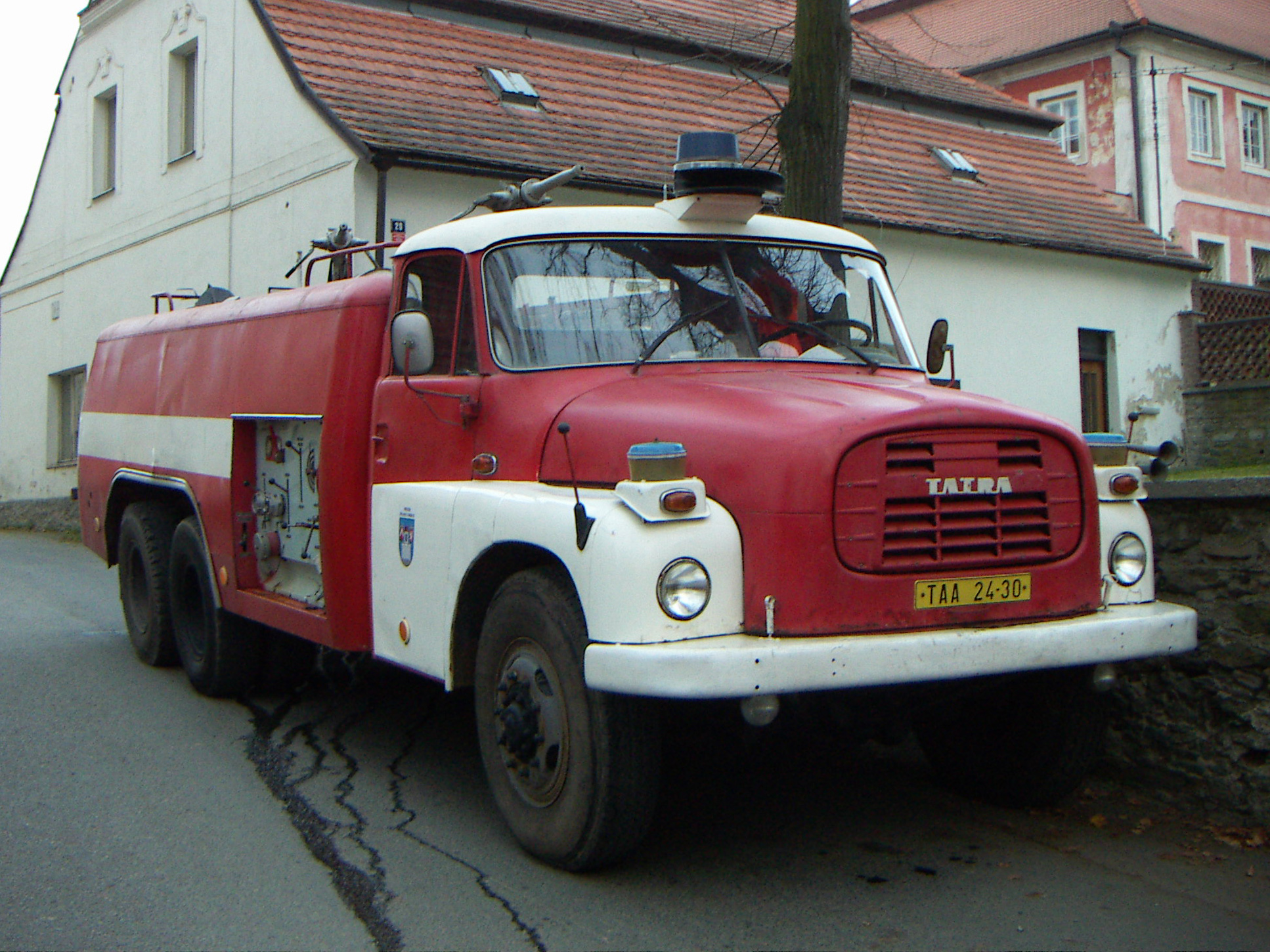
Požární cisterna hasičského sboru v Mladé Vožici

V roce 1875 byl založen spolek dobrovolných hasičů, jenž se do dnešní doby rozrostl, postavil po roce 1945 velkou požární zbrojnici a nyní obhospodařuje 4 velké požární automobily.
O rok později se ustavil "Klub vožických a vůkolních akademiků", který si vzal za úkol šířit v naší krajině duševní vzdělání. Hlavní péči věnoval znovuzřízení knihovny po zaniklém čtenářském spolku a pořádání divadelních představení.
V roce 1884 vycházel časopis Vožičan a mládež vydávala ručně psaný časopis Potěr.
Rok 1885 byl pak rokem založení tělocvičného spolku Sokol. V té době byl také ustaven spolek pro postavení spolkového domu v Mladé Vožici.
Velkou a záslužnou činnost zde vyvíjel hospodářský správce küenburského panství Josef Joachimsthal. I proti vůli pana hraběte usilovně podporoval vybudování železnice z Tábora do Mladé Vožice, která měla být součástí projektované Českomoravské transverzální dráhy. Jednání probíhala ještě za první republiky, kdy se utvořilo "Sdružení českých a moravských měst na Českomoravské vysočině" a ještě naposledy v roce 1947 v Mladé Vožici za přítomnosti ministra železnic.
Místo železnice byla v roce 1921 mezi Táborem a Mladou Vožicí zavedena poštovní autobusová doprava. Ta byla v  roce 1931 převzatá Jihočeskými podniky pro automobilovou dopravu, akc. spol. v Praze – JAS. V roce 1945 byla převzatá státními dráhami – ČSD a pak od roku 1949 národním podnikem ČSAD.
Na počátku tohoto století[kdy?] byl založen podpůrný spolek živnostníků Berla a místní okrašlovací spolek, který se staral o parky a vycházkové cesty. V druhé polovině 19. století vznikl také spolek vojenských vysloužilců z válek v roce 1866. Po několika pokusech již od roku 1880 byl založen v Praze v roce 1931 "Spolek rodáků a přátel Mladé Vožice", který aktivně podporoval kulturní dění v rodném městě a v Praze velmi propagoval celé Mladovožicko.

### Dvacáté století

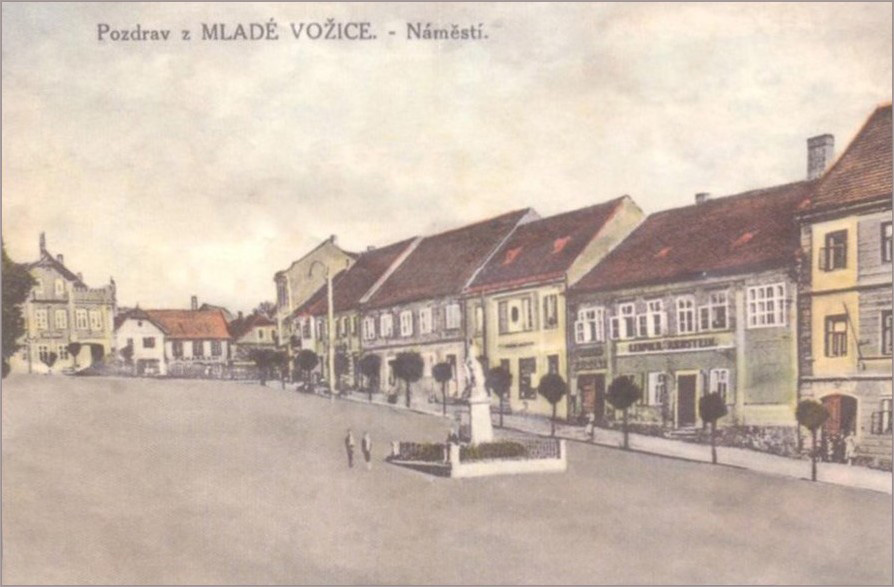
Mladá Vožice na pohlednici z roku 1932

#### Úřady a služby
V Mladé Vožici byl okresní soud, expozitura okresního úřadu, lesní správa, berní úřad a exekutor, finanční důchodková kontrola, četnická stanice, lékárna, 2 lékaři, 2 zvěrolékaři a zvěrokleštič, notář, 2 advokáti, 2 autodrožky, 2 hotely a 6 hostinců se třemi kuželníky, 3 povozníci. Dále zde byl chorobinec, chudobinec, sirotčinec okresní péče o mládež, poštovní úřad (od 1. 11. 1936 samostatně kartující) a kino "Legie" spolku legionářů. Byly zde 4 záložny: hospodářská, lidová, občanská a HERMES (později Fénix) a zástupci 4 pojišťoven. V městě se konaly výroční trhy, měsíční trhy s trhy na dobytek a každý čtvrtek selatové trhy.

#### Podniky, řemesla a obchody
Občané Mladé Vožice a okolí byli zaměstnáni hlavně na hraběcím velkostatku, pile, cihelně, pivovaru, na rybích sádkách, pracovali po hospodářstvích okolních statků a velkostatků, okolních lihovarech, ale také ve Vožickém kamenolomu, na jatkách,v hospodářském družstvu a špýcharu, ve mlýnech, ve státním hřebčinci i u lesní správy. Po roce 1918 zde byly také 2 autodílny, pletárna, prádelna a žehlírna i parní elektrárna, která později připadla pod Jihočeské elektrárny v Mydlovarech u Českých Budějovic.
Do roku 1945 bylo ve městě 74 různých řemeslníků a 37 různých obchodů, obchůdků i krámků. Byla tu také menší továrna na nábytek a 2 podnikatelství staveb.
Mladovožičtí občané si zajišťovali živobytí také řezáním dřeva po domácnostech, nošením vody od kašen, sběrem ovoce a lesních plodů. V minulém století a v prvních desetiletích tohoto chodili za prací do zlatodolu Roudný. Kromě těchto prací také chodili za zaměstnáním jak sezónním, tak celoročním po celé republice a dříve po celém Rakousku-Uhersku.

#### Novodobé dějiny
Město Mladá Vožice a Mladovožicko vůbec bylo až do roku 1945 zcela zemědělskou oblastí. Teprve po osvobození nastala přeměna celé oblasti v průmyslově zemědělskou. Do roku 1947 byla Mladá Vožice soudním okresem v politickém okrese Tábor. Okres měřil 268 km² a měl 17422 obyvatel ve 141 dědinách a samotách, sdružených v 39 politických obcích. Měl dvě města, Mladou Vožici a Miličín a 1 městys Kamberk (dříve Zlaté Hory, dříve Kamberk). Podle národnosti náležel k nejryzejším českým krajům.
Od počátku 1949, po změně politického a státního zřízení, přešla Mladá Vožice do nově zřízeného okresu Votice v Pražském kraji. Po územní reorganizaci v roce 1960 připadla Mladá Vožice k okresu Tábor v Jihočeském kraji.
V letech 1975–1980 bylo provedeno sloučení malých obcí s osadami s městem Mladá Vožice pod jeden národní výbor, který řídil 12 občanských výborů, z nichž 4 ve městě a 8 v místech bývalých malých národních výborů. Po roce 1989 se část obcí osamostatnila.

## Přírodní poměry
Město se nachází ve Vlašimské pahorkatině. Protéká jím řeka Blanice, podél jejíhož toku začíná na severním okraji města přírodní památka Vlašimská Blanice.

## Obyvatelstvo
| Rok            | 1869  | 1880  | 1890  | 1900  | 1910  | 1921  | 1930  | 1950  | 1961  | 1970  | 1980  | 1991  | 2001  | 2011  | 2021  |
| -------------- | ----- | ----- | ----- | ----- | ----- | ----- | ----- | ----- | ----- | ----- | ----- | ----- | ----- | ----- | ----- |
| Počet obyvatel | 4 144 | 4 163 | 3 909 | 3 539 | 3 507 | 3 327 | 3 029 | 2 605 | 2 656 | 2 573 | 2 735 | 2 777 | 2 735 | 2 656 | 2 631 |
| Počet domů     | 561   | 560   | 589   | 593   | 565   | 574   | 592   | 645   | 602   | 593   | 642   | 827   | 846   | 879   | 910   |

## Městská správa

### Části města
- Bendovo Záhoří
- Blanice
- Dolní Kouty
- Dubina
- Horní Kouty
- Chocov
- Janov
- Krchova Lomná
- Mladá Vožice
- Noskov
- Pavlov
- Radvanov
- Staniměřice
- Stará Vožice
- Ústějov

Od 1. července 1975 do 31. prosince 1991 k městu patřily i Běleč, Bzová a Elbančice, od 1. ledna 1976 do 31. prosince 1991 Buková a Řemíčov, od 1. července 1980 do 23. listopadu 1990 Hrnčíře a Vilice a od 1. července 1980 do 31. prosince 1991 také Hlasivo, Hlasívko, Rašovice a Temešvár.

### Městské symboly
Znak města je historický, vlajka byla městu udělena rozhodnutím předsedy Poslanecké sněmovny Parlamentu České republiky dne 9. října 2007.

## Pamětihodnosti
Barokní kostel svatého Martina stojí na zpevněné terase nad hlavním, Žižkovým náměstím. Kostelu v roce 1942 byly zabaveny všechny jeho zvony kromě umíráčku, až v roce 1952 se vrátil a byl znovu vysvěcen zvon Jan a v roce 1986 byly ze sbírky pořízeny tři nové zvony Maria, Václav a Martin, které tvoří souzvuk "Gloria".

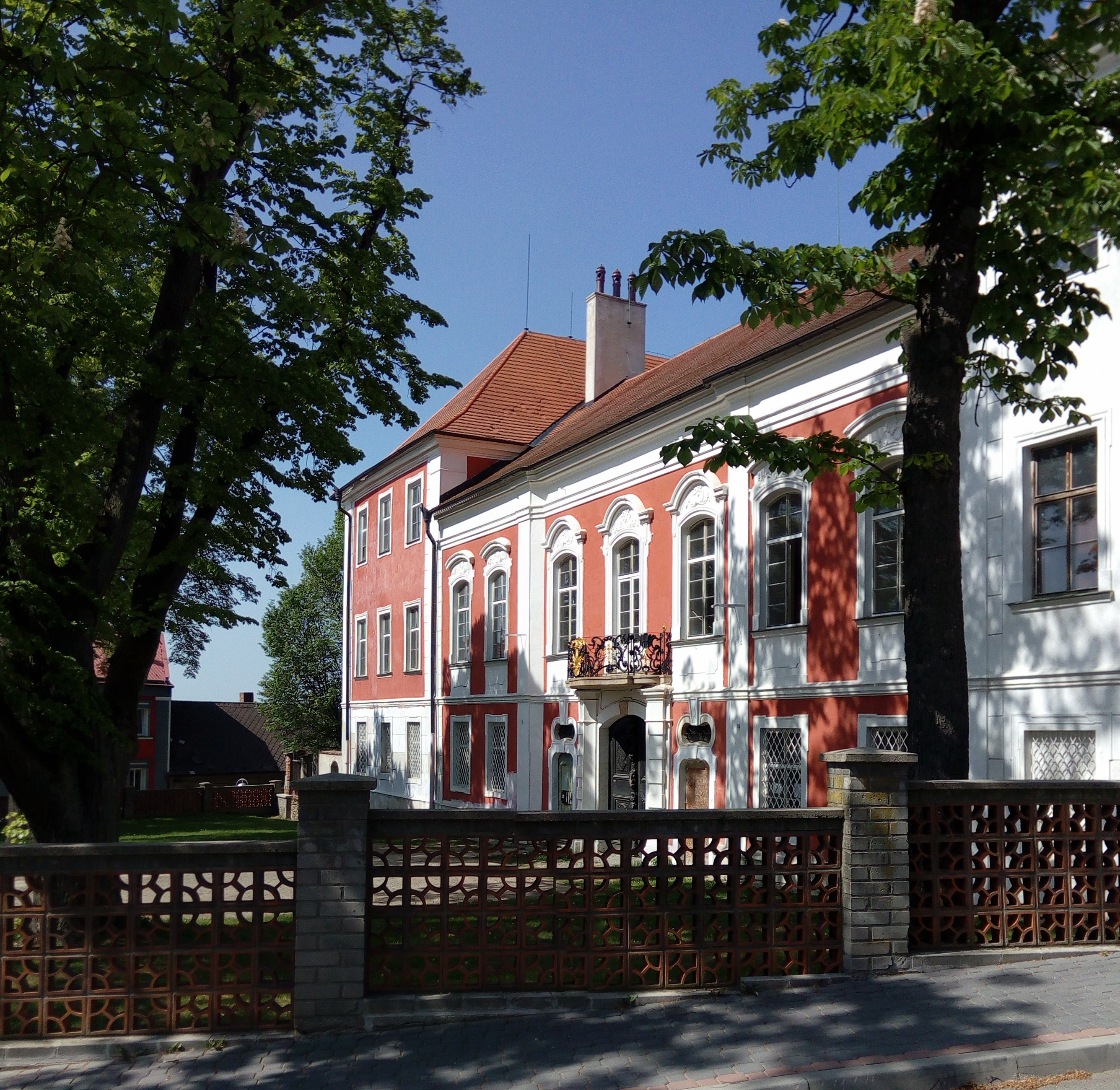
Zámek

Na témž náměstí byl v letech 1570–1603 postaven mladovožický zámek. Za Küenburgů, již jej vlastnili 250 let, získal svou dnešní barokní podobu. V roce 1946 byl zámek zkonfiskován a do jeho budovy byl umístěn závod Koh-i-Noor. V současné době je zámek veřejnosti nepřístupný a jeho stav je i vlivem nepodařených restitucí žalostný.
Kostel Nanebevzetí Panny Marie, někdy také uváděn jako kaple Nanebevzetí Panny Marie, stojí na vršku nad městem na místě původního královského hradu, zbořeného během husitských válek v roce 1425. V roce 1646 jej nechal postavit tehdejší držitel vožického panství Krištof Karel Přehořovský z Kvasejovic. Ke kostelu vede křížová cesta.

## Osobnosti
- Matěj z Janova (mezi 1350 až 1355–1393), spisovatel
- Jan Jeník z Bratřic (1756–1845), rakouský důstojník, nadšený josefinista a český vlastenec
- August Sedláček (1843–1926), historik, genealog, sfragistik a heraldik
- Antonín Janů (1852-1899), pedagogický spisovatel a reformátor
- František Pigl Vožický (1867-1929), redaktor, prozaik, dramatik
- Ota Bubeníček (1871–1962), akademický malíř
- Fran Lhotka (1883–1962), chorvatský hudební skladatel českého původu
- František Slunečko (1886–1963), československý generál

## Galerie

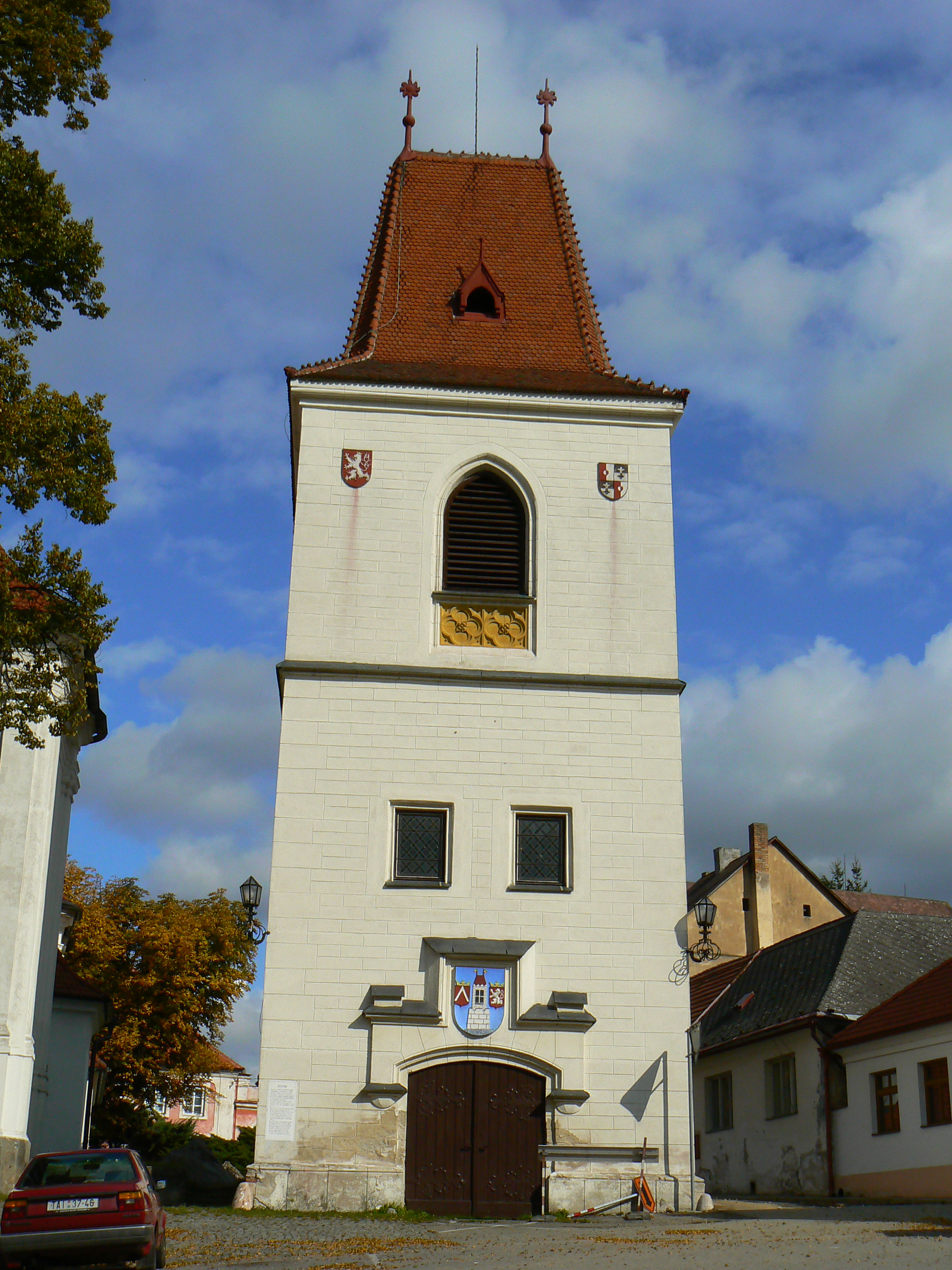
Zvonice na náměstí se znakem města
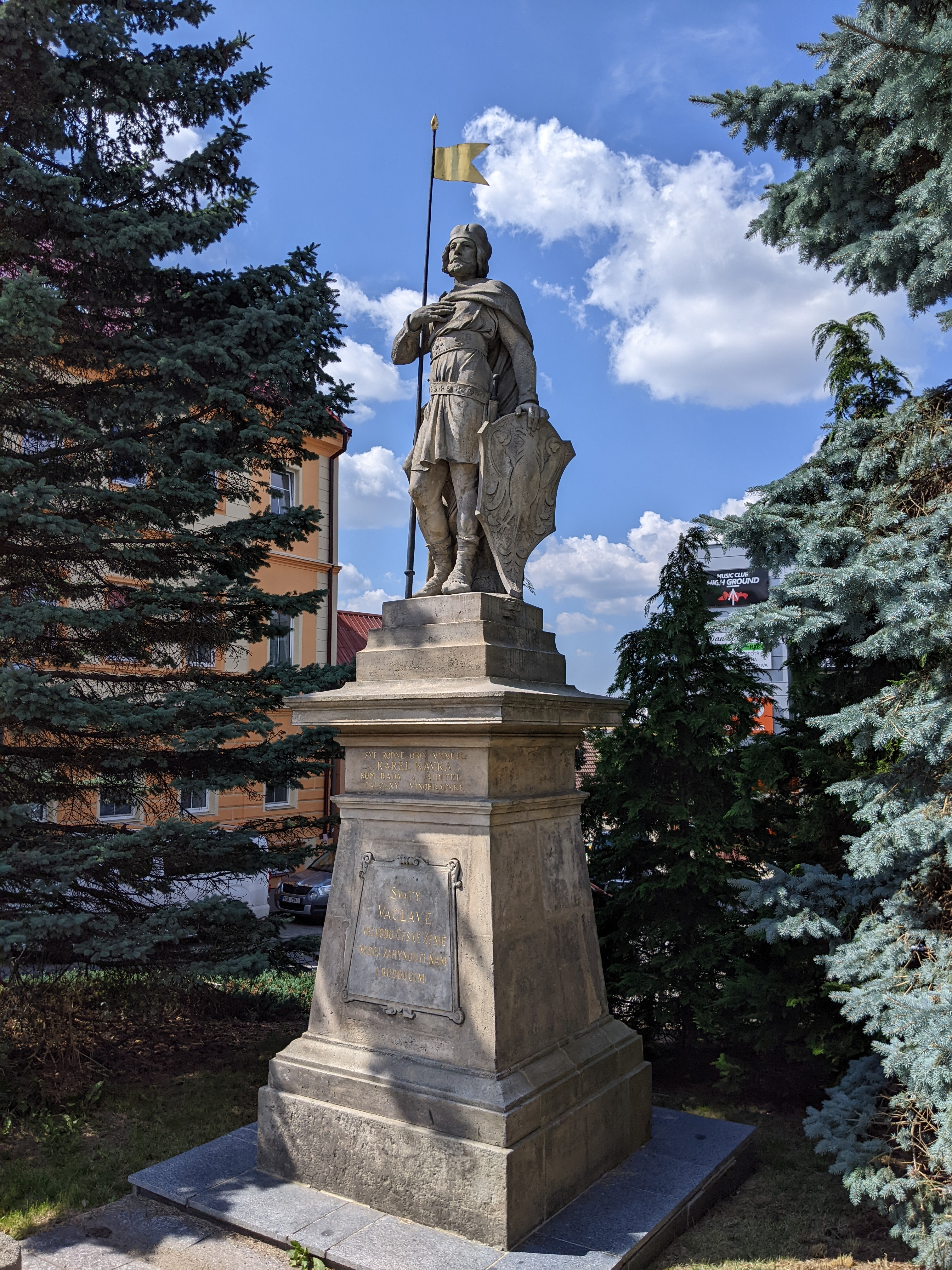
Socha svatého Václava na Žižkově náměstí
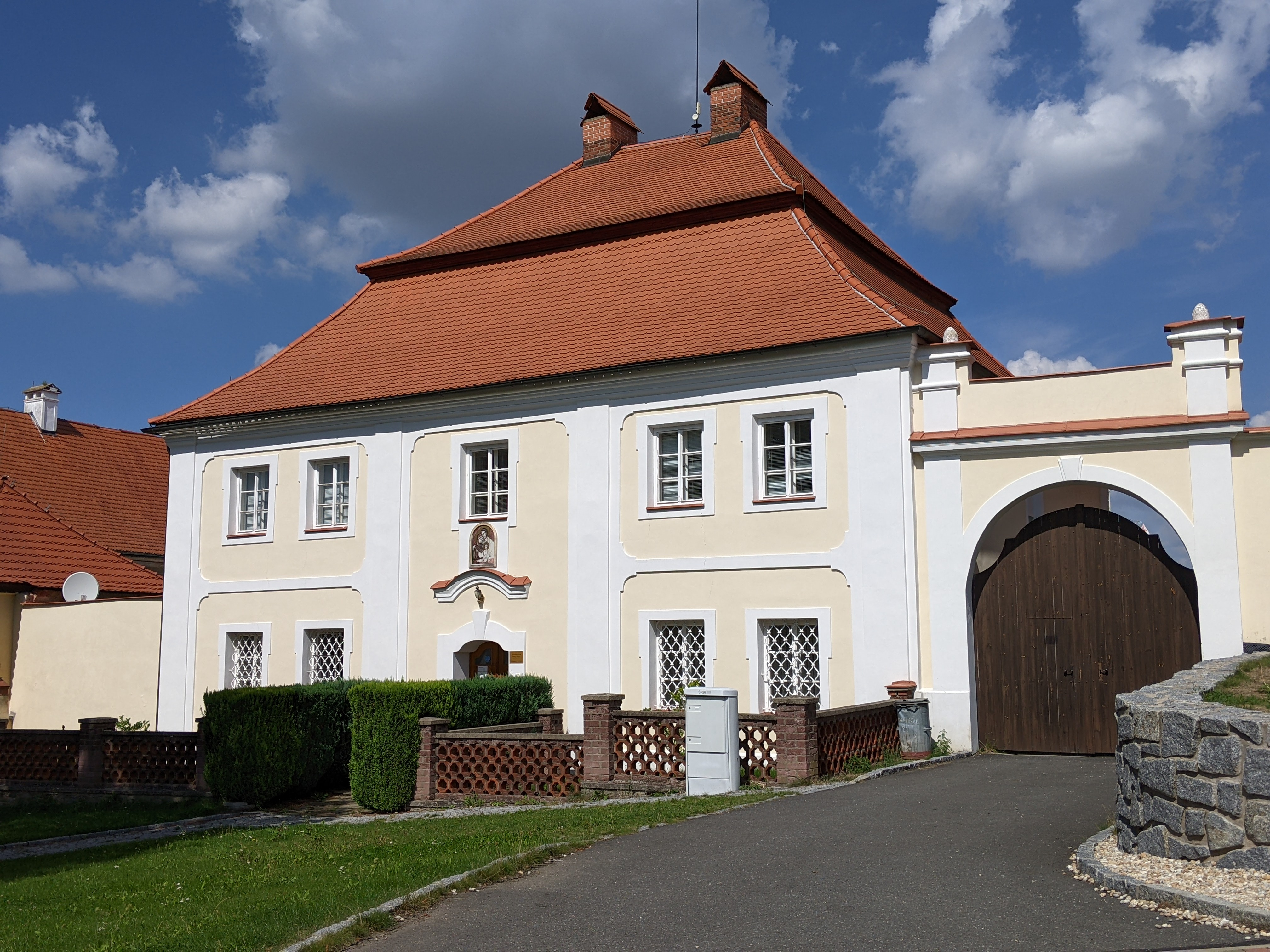
Budova fary
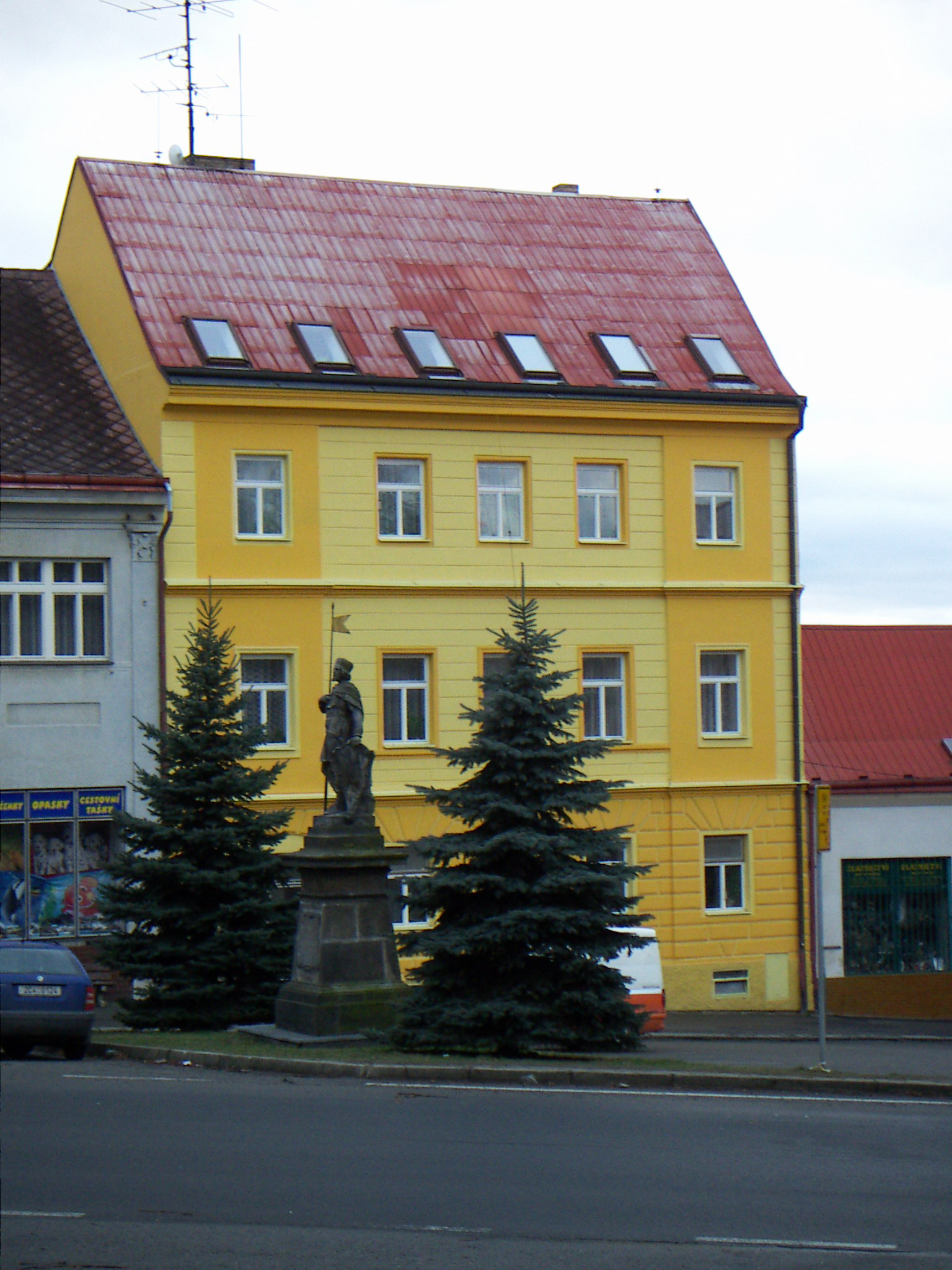
Socha svatého Václava na Žižkově nám. před čp. 193, kde býval i soud či zdravotnické středisko
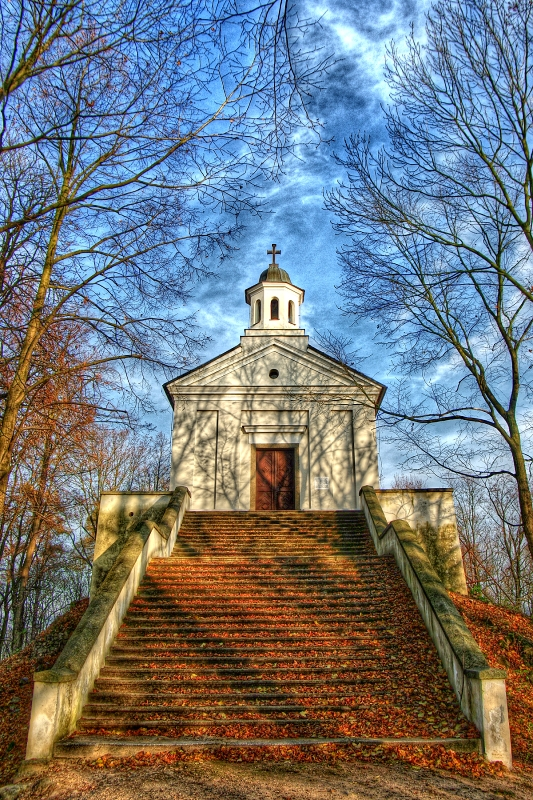
Kostel Nanebevzetí Panny Marie